# Viperești (gmina)
Viperești – gmina w Rumunii, w okręgu Buzău. Obejmuje miejscowości Viperești, Muscel, Pălici, Rușavăț, Tronari i Ursoaia. W 2011 roku liczyła 3493 mieszkańców.